# Protoraphidaceae
Famille
Les Protoraphidaceae sont une famille d'algues de l'embranchement des Bacillariophyta (Diatomées), de la classe des Bacillariophyceae et de l’ordre des Protoraphidales .

## Étymologie
Le nom de la famille vient du genre type Protoraphis, dérivé du grec πρώτως / protos, « premier ; avant », et ῥαφή / rafí, « couture ; suture », par allusion à la structure des diatomées appelée « raphé »,, littéralement « suture primitive », en référence à la structure du raphé.  

## Liste des genres
Selon AlgaeBase (26 mai 2022) :
- Protoraphis Simonsen, 1970
- Pseudohimantidium Hustedt & Krasske, 1941

## Systématique
La famille des Protoraphidaceae a été créée en 1970 par le botaniste Reimer Simonsen (d) (1931-2012).

## Publication originale
- (de) Reimer Simonsen, « Protoraphidaceae, eine neue Familie der Diatomeen », Nova Hedwigia, Allemagne, vol. 31,‎ 1970, p. 377-394 (ISSN 0029-5035, lire en ligne).